# Knuckleball
Knuckleball (bra: Sozinho com o Inimigo) é um filme de 2018 escrito, dirigido e co-produzido por Michael Peterson. Foi lançado em 3 de março de 2018, no Cinequest Film & VR Festival. No Brasil, foi lançado pela Mares Filmes em VOD em 28 de outubro de 2021.

## Sinopse
Após ser deixado sozinho em uma fazenda isolada, Henry, um menino de 12 anos, torna-se o alvo de um psicopata.

## Elenco
- Michael Ironside - Jacob
- Munro Chambers - Dixon
- Luca Villacis - Henry
- Kathleen Munroe - Mary
- Chenier Hundal - Paul

## Recepção
No agregador de críticas Rotten Tomatoes, que categoriza as opiniões apenas como positivas ou negativas, o filme tem um índice de aprovação de 83% calculado com base em 24 comentários dos críticos. Já no agregador Metacritic, com base em 5 opiniões de críticos que escrevem em maioria para a imprensa tradicional, o filme tem uma média aritmética ponderada de 55 entre 100, com a indicação de "revisões mistas ou neutras."
Brad Wheeler do The Globe and Mail deu ao filme 3 de 4 estrelas, escrevendo: "O festival de arrepios canadense começa laboriosamente enquanto o co-roteirista/diretor Michael Peterson descobre como livrar o enredo de todos os telefones. (Todo cineasta criador de emoções tem que lidar com essa questão incômoda, mas os métodos de Peterson são mais lentos do que o surto de crescimento de Macaulay Culkin.) Caso contrário, Knuckleball não vacila."
Dennis Harvey, que escreve para a Variety, afirmou: "Michael Peterson ganha efetivamente a suspensão da descrença com uma atmosfera nítida, performances sólidas e uma escalada persuasiva de pânico." Noel Murray do Los Angeles Times chamou Knuckleball "eficaz" e disse: "Este é um exercício tenso de suspense, situado entre campos nevados e casas de fazenda de aparência impressionante. É uma fatia viva da vida, mesmo antes de começar a fatiar literalmente."

## Prêmio
Knuckleball venceu o AMPIA Awards 2019 na categoria Melhor Roteirista (Drama acima de 30 minutos) e foi indicado ao mesmo prêmio nas categorias Melhor Filme Dramático e Melhor Diretor (Drama acima de 30 minutos).